# Île Chapel
Pour les articles homonymes, voir Chapel.
L'île Chapel (Chapel island) est une île située dans le lac Bras d'Or en Nouvelle-Écosse.
Son nom dans la langue algonquienne Micmac est « Mniku », mais elle a d'autres noms comme « Vachlouacadie » ou « Pastukopajitkewe'kati ».
Elle mesure environ 2 km de long sur 1 km de large.
Jusqu'au XVIIIe siècle, où a été érigée une église, l'île a été un lieu de pèlerinage.
L'île a été classée comme site historique du Canada en 2002.